# Total Guitar
Total Guitar is een Engelstalig tijdschrift voor gitaristen, dat in heel Europa wordt verkocht. Het is het grootste gitaristenblad van Europa en een van de meest toonaangevende in de regio.

## Inhoud
Het blad bevat maandelijkse recensies van pas uitgekomen albums en instrumenten/accessoires; er staan vaak interviews in met bekende gitaristen en er staan ook lessen in voor beginners en gevorderden. Tevens bevat het tijdschrift een katern met onderhoudstips voor je gitaar waarvoor mensen zelf vragen kunnen insturen.
Gitarist Paul Gilbert heeft een eigen column, en veel andere gitaristen zoals Brian Setzer, Mick Thompson en Jim Root hebben gastcolumns geschreven.
Total Guitar stelt regelmatig toplijsten samen van bijvoorbeeld de beste gitarist van het decennium (gewonnen door Matthew Bellamy) en slechtste nummer ooit.

## Medewerkers
Het huidige vaste team bestaat uit:
- Eindredacteur - Stephen Lawson
- Assistent-eindredacteur - Claire Davies
- Muzikaal redacteur - Chris Bird
- Nieuwsredacteur - Nick Cracknell
- Producent - Lucy Rice
- Recensent - Stuart Williams
- Hoofd Account Management - Martin Hughes
- Kunstredacteur - Graham Dalzell
- Assistent-kunstredacteur - John Blackshaw